# Gustaf Dalin
Anders Gustaf Dalin, född 15 augusti 1839 i Örebro, död där 18 juni 1874, var en svensk författare och lexikograf. Han avlade studentexamen i Uppsala 1861. Han var brorson till lexikografen Anders Fredrik Dalin och var farbroderns biträde, men började arbeta självständigt på det omfattande (727 sidor) verket Främmande ord i svenska språket (J. Beckmans förlag, Stockholm 1871). På grund av Gustaf Dalins sjukdom utförde Anders Fredrik Dalin delar av arbetet, men Gustaf Dalin står som ensam författare. Gustaf Dalins versifierade skådespel Ur lotsarnes lif uppfördes 1863 i Stockholm och 1864 i Göteborg.